# 斯普林萊克鎮區 (密歇根州)
斯普林萊克鎮區（英語：Spring Lake Township）是位於美國密歇根州渥太華縣的一個行政鎮區。

## 地方資料
斯普林萊克鎮區的面積為51.70平方千米，當中陸地面積為42.90平方千米，而水域面積為8.80平方千米。根據2020年美國人口普查的數據，當地共有人口15296人，而人口密度為每平方千米295.86人。